# Het transgalactisch liftershandboek (boek)
Het transgalactisch liftershandboek (oorspronkelijke titel The Hitchhiker's Guide to the Galaxy) is een Brits sciencefictionboek uit 1979, geschreven door Douglas Adams. Het boek is gebaseerd op de gelijknamige radioserie, eveneens bedacht door Douglas Adams.

## Inhoud
Het boek begint wanneer een paar aannemers arriveren bij het huis van Arthur Dent (Hugo Veld) om hem te melden dat ze de opdracht hebben het huis te (laten) slopen want het moet plaats maken voor een weg. Terwijl Arthur (Hugo) probeert de vernietiging tegen te houden, arriveert zijn vriend Ford Prefect (Amro Bank) bij het huis. Hij probeert Arthur (Hugo) te vertellen dat hij in werkelijkheid een buitenaards wezen is van een planeet ergens in de buurt van Betelgeuze, en dat niet alleen Arthurs huis maar de hele aarde vernietigd zal worden voor deze weg. De weg is namelijk een intergalactische snelweg, en de aannemers zijn in werkelijkheid leden van een buitenaards ras, Vogon genaamd.
Ford (Amro) en Arthur (Hugo) kunnen vlak voor de vernietiging ontsnappen door mee te liften op een van de Vogonschepen. Dit is echter tegen de Vogonreglementen. Wanneer de twee worden ontdekt, worden ze gemarteld met het verplicht moeten aanhoren van Vogon-gedichten, de op twee na ergste in het universum. Na de marteling worden ze de ruimte ingegooid. Ze worden tijdig opgepikt door de Heart of Gold, een ruimteschip dat wordt aangedreven door een oneindige-onwaarschijnlijkheidsaandrijving. Aan boord ontmoeten Ford en Arthur Fords semineef en president van de Melkweg, Zaphod Beeblebrox (Zefod Bijsterbuil). Andere bemanningsleden zijn Trillian (Trema) en de klinisch-depressieve robot Marvin (Theo, in sommige vertalingen Arnold). Ze zijn op zoek naar de legendarische planeet Magrathea. Ford is sceptisch over het bestaan van deze planeet, tot ze hem daadwerkelijk vinden.
Op de planeet wordt Arthur gescheiden van de rest van de groep, en meegenomen naar het binnenste van de planeet door Slartibartfast (Magdiragdag), een inwoner van de planeet. De anderen worden ontvoerd. Slartibartfast vertelt Arthur dat de aarde in werkelijkheid een supercomputer was, gemaakt door een ras van hyperintelligente pan-dimensionale wezens. Deze wezens hadden eerder al Deep Thought (De Felle Realist, ook bekend als de Diepe Denker) gemaakt, een andere supercomputer die voor hen Het antwoord op de ultieme vraag over het Leven, het Universum, en Alles moest weten te vinden. Na 7,5 miljoen jaar rekenen kwam de computer met dit antwoord: 42. Daar de wezens zich geen raad wisten met dit antwoord omdat ze niet precies wisten wat de ultieme vraag over het Leven, het Universum, en Alles is, bouwden ze de aarde om voor hen deze vraag te vinden. De afgelopen 10 miljoen jaar heeft de aarde over deze vraag nagedacht, maar precies vijf minuten voor de computer (de aarde) het antwoord bekend zou maken, werd de planeet opgeblazen door de Vogons.
Dan arriveren twee van deze wezens op de planeet, vermomd als muizen, en brengen Arthur terug naar de rest van de groep. De wezens beseffen dat Arthur het laatste organische bijproduct is van de matrix van de aarde, en dat de vraag mogelijk in zijn brein zit opgeslagen. Ze willen zijn brein van hem kopen. Arthur weigert, en een gevecht breekt los. Arthur kan in de chaos ontsnappen. De galactische politie arriveert op de planeet om Zaphod te arresteren. De groep wordt gered wanneer Marvin zijn depressieve visie op het universum aan de computer van het politie-moederschip vertelt, waardoor deze zelfmoord pleegt.
De groep besluit na dit alles te gaan lunchen in Het Restaurant aan het Eind van het Heelal.

## Versies
In 1994 verscheen een geïllustreerde versie van het boek. Deze werd voor het eerst uitgebracht door Weidenfeld & Nicolson, Limited.
Er zijn ook drie audioboeken van de roman gemaakt. De eerste was een verkorte editie, opgenomen in de jaren 80 door Stephen Moore. In 1990 nam Adams zelf een versie op voor Dove Audiobooks. In 2005 werd een derde versie uitgebracht om aan te sluiten op de film.

## Waardering
- Nummer 1 op de Sunday Times-bestsellerlijst (1979)
- Golden Pan (voor het feit dat er een miljoen exemplaren van waren verkocht) (1984)
- 24e op Waterstones Books/Channel Fours-lijst van de '100 grootste boeken van de eeuw' (1996)
- Vierde bij The Big Read van de BBC, een poging tot het vinden van "het meest geliefde boek van het land" (2003)